# Octaviania cyanescens
Octaviania cyanescens är en svampart som beskrevs av Trappe & Castellano 2000. Octaviania cyanescens ingår i släktet Octaviania och familjen Boletaceae.   Inga underarter finns listade i Catalogue of Life.